# Siergiej Kuzniecow (dyplomata)
Siergiej Aleksandrowicz Kuzniecow (ros. Сергей Александрович Кузнецов, ur. w 1923, zm. w 1991) – radziecki dyplomata. 
Członek WKP(b), od 1951 pracował w centralnym aparacie Ministerstwa Spraw Zagranicznych ZSRR i radzieckich przedstawicielstwach za granicą. W latach 1967–1971 był posłem - radcą ZSRR we Włoszech, w latach 1978 - 1982 ambasadorem w Kongo.